# 奧羅西區

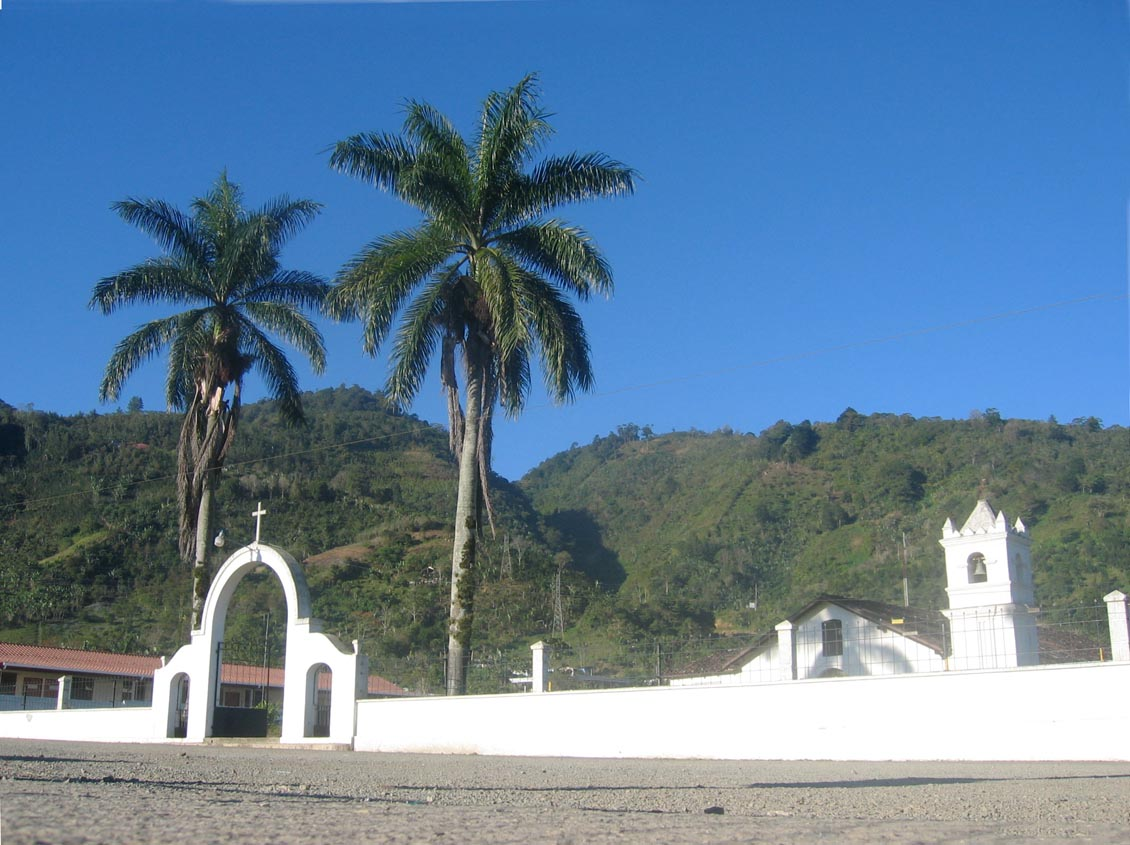

奧羅西區（西班牙語：Orosi），是哥斯達黎加的一個區，位於該國東部卡塔戈省，處於聖何塞東南面35公里，面積315.32平方公里，海拔高度1,104米，2010年人口9,092，人口密度每平方公里28.83人。